# Courtételle
Courtételle je obec ve švýcarském kantonu Jura. Žije zde přibližně 2 600 obyvatel.

## Geografie

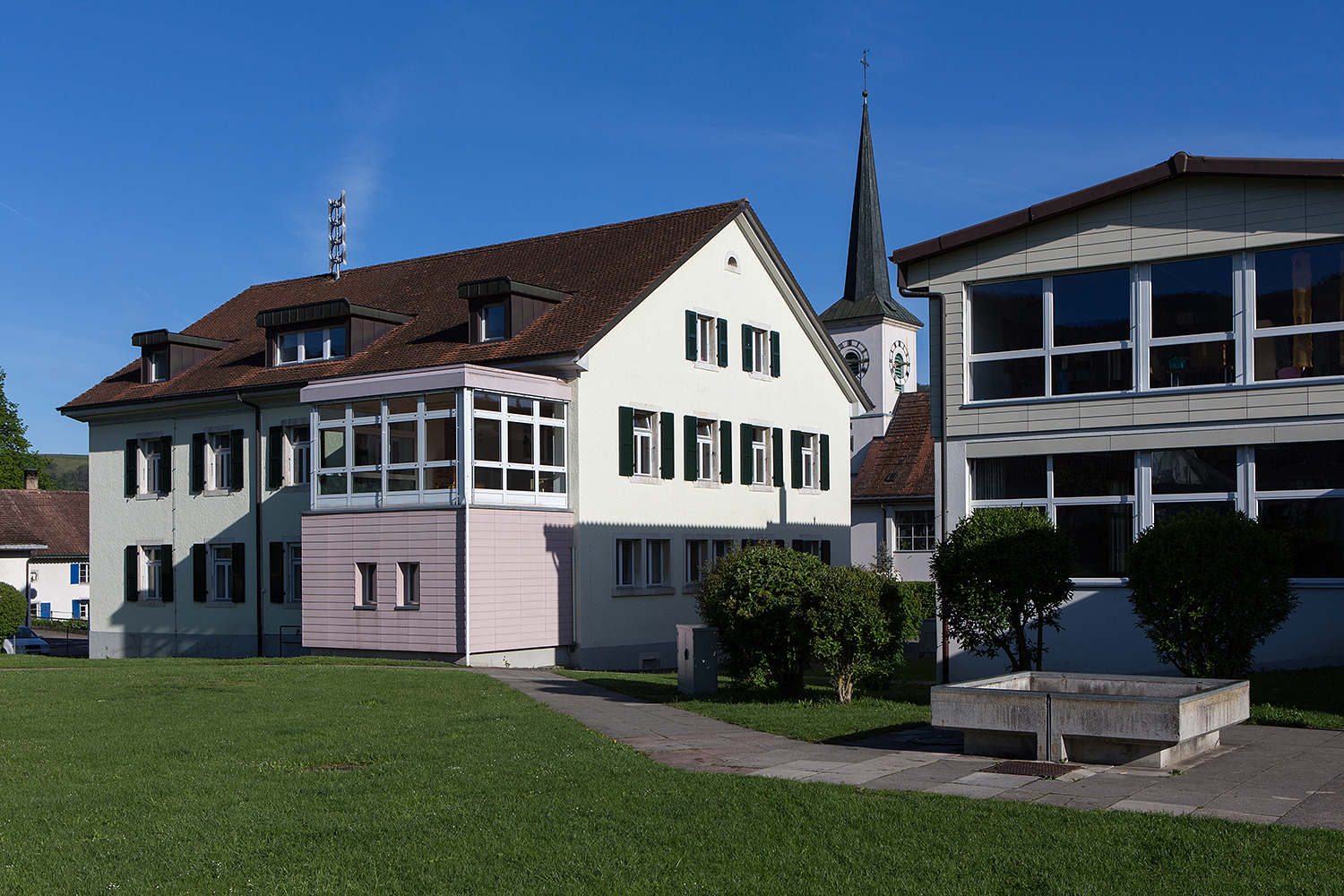
Centrum obce

Courtételle leží v nadmořské výšce 441 m, 3 km jihozápadně od hlavního města kantonu, Delémontu. Seskupená a kompaktní obec se rozkládá z větší části na pravém břehu řeky Sorne v rovině v centrální části Delémontské pánve, široké prohlubně v pohoří Faltenjura.
Území obce o rozloze 13,6 km² pokrývá část v centrální části intenzivně obdělávané roviny Delémontské pánve. Na jihu zasahuje území obce až k hřebeni jurského masivu Le Mont (do výšky 1133 m n. m.). Jeho strmý severní svah je hustě zalesněný (lesy Forêt de Vainé a Montenol) a má několik malých erozních údolí v tvrdé vápencové povrchové vrstvě. Na severu se Courtételle rozkládá na kopci Sur Chaux (614 m n. m.), izolované vyvýšenině v oblasti Delémontu. Pod obcí se do Sorne vlévá potok Le Bie, který odvodňuje území obce východním směrem k řece Birs. V roce 1997 tvořila 7 % rozlohy obce zastavěná plocha, 36 % lesy a lesní porosty a 57 % zemědělské plochy.
Courtételle zahrnuje vesnici Courtemelon (433 m n. m.), zemědělské osady Métairies de Chaux a Sainte-Fontaine na svazích Sur Chaux a několik samostatných farem. Sousedními obcemi Courtételle jsou Develier, Delémont, Rossemaison, Châtillon a Haute-Sorne.

## Historie

Letecký pohled (1955)

Oblast kolem Courtételle byla osídlena již velmi brzy, což dokládají nálezy keramiky z doby železné a dalších artefaktů z období La Tène a doby římské. První zmínka o obci pochází z roku 1178 a jmenuje se Curtetele. Jako jedna ze 13 svobodných vesnic panství Delémont se Courtételle stala v roce 1271 součástí basilejského knížecího biskupství. V letech 1793–1815 patřila k Francii a zpočátku byla součástí départementu du Mont-Terrible, od roku 1800 byla připojena k départementu Haut-Rhin. Na základě rozhodnutí Vídeňského kongresu byla obec v roce 1815 převedena do kantonu Bern a poté 1. ledna 1979 do nově založeného kantonu Jura.
Archeologické vykopávky na místě bývalé baziliky Saint-Maurice, která byla zbořena v roce 1740, odhalily základy kostela z 10. až 13. století a také zbytky opevněného nádvoří.

## Obyvatelstvo
| Rok            | 1850 | 1900 | 1910 | 1930 | 1950 | 1960 | 1970 | 1980 | 1990 | 2000 |
| Počet obyvatel | 698  | 1037 | 1234 | 1290 | 1412 | 1618 | 1864 | 1991 | 2089 | 2180 |

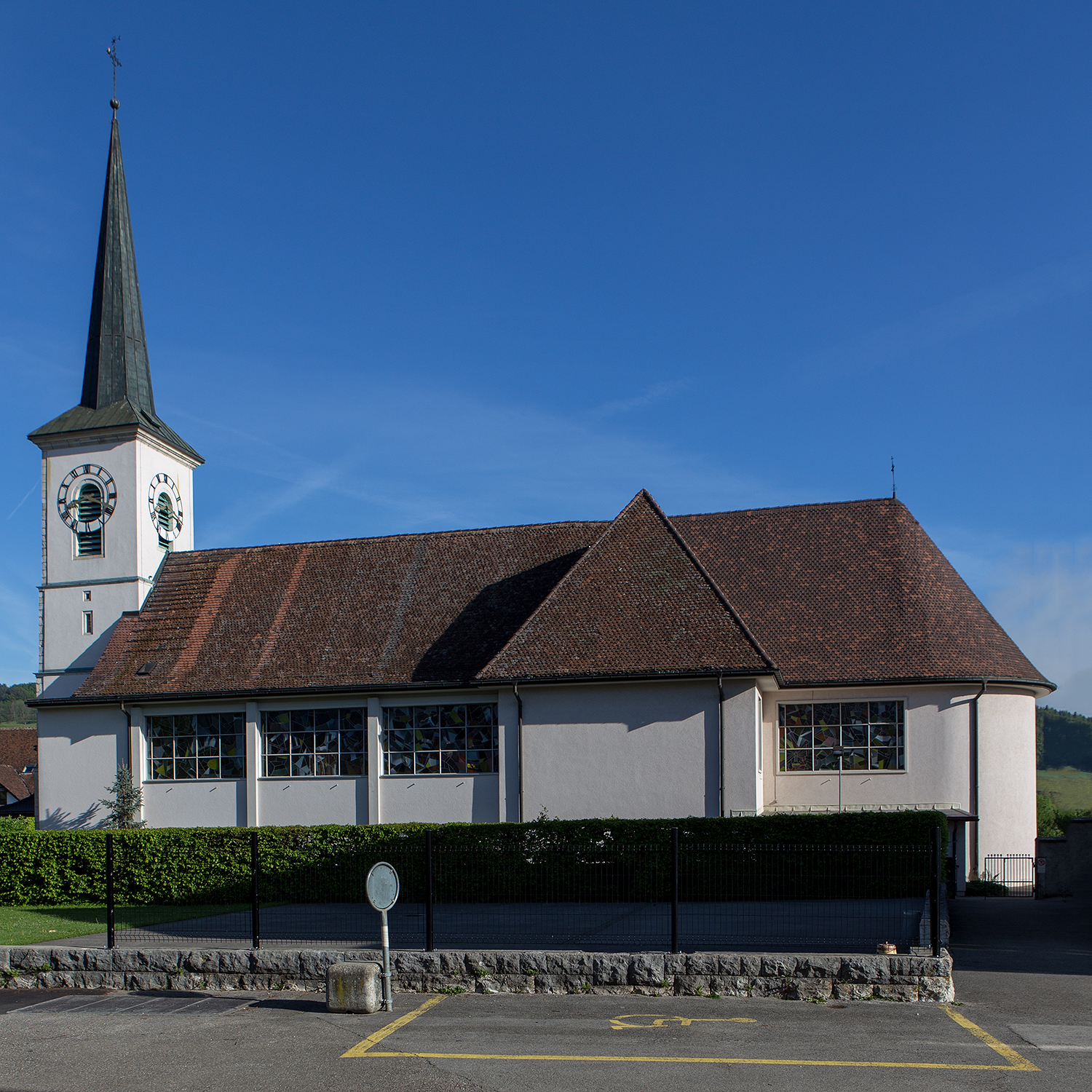
Kostel

Z celkového počtu obyvatel je 91,7 % francouzsky mluvících, 2,6 % italsky mluvících a 2,1 % německy mluvících (stav v roce 2000). Počet obyvatel Courtételle v průběhu 20. století neustále rostl.

## Hospodářství
Courtételle se od druhé poloviny 19. století rozvíjí jako průmyslová vesnice. Důležitá byla zejména výroba hodinkových pouzder. S krizí hodinářského průmyslu v roce 1975 však zaniklo mnoho pracovních míst. Dnes místní průmysl poskytuje pracovní místa v odvětví kovových konstrukcí a přesného strojírenství. Mnoho zaměstnanců pracuje mimo obec, zejména v nedalekém Delémontu. Díky úrodné půdě v regionu má stále určitý význam zemědělství.

## Doprava

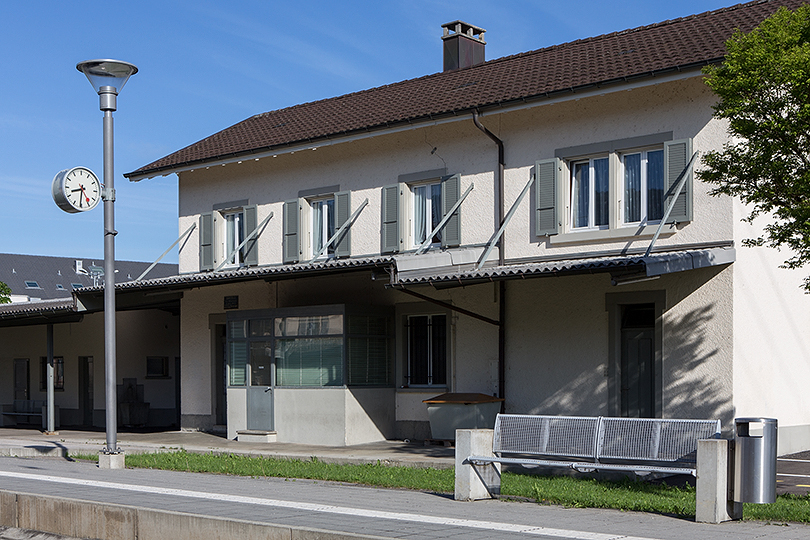
Železniční stanice

Obec má dobré dopravní spojení. Nachází se na hlavní silnici z Delémontu do La Chaux-de-Fonds a až do otevření úseku dálnice A16 Delémont–Porrentruy zde byla hustá tranzitní doprava. Dne 15. října 1876 byla otevřena železniční trať Delémont–Glovelier se stanicí v Courtételle. Dvě autobusové linky obsluhují Courtételle s Bassecourtem a Delémontem.

## Osobnosti
- Marcel Boillat (1929–2020), švýcarský politický aktivista